# 8056 Tieck
8056 Tieck eller 6038 P-L är en asteroid i huvudbältet som upptäcktes den 24 september 1960 av den nederländsk-amerikanske astronomen Tom Gehrels och det nederländska astronomparet Ingrid van Houten-Groeneveld och Cornelis Johannes van Houten vid Palomarobservatoriet. Den är uppkallad efter den tyske poeten Ludwig Tieck.
Asteroiden har en diameter på ungefär 5 kilometer.